# Mama Kandeh
Mama Kandeh (n. 12 de julio de 1965) es un político gambiano. Es miembro del Parlamento Panafricano de Gambia. Anteriormente formó parte del partido de Yahya Jammeh, Alianza para la Reorientación y la Construcción Patriótica. Sin embargo, en la actualidad es líder del Congreso Democrático de Gambia. Asistió a la Crab Island School y al Instituto Técnico de Capacitación de Gambia en Serekunda.
Kandeh se presentó en las elecciones presidenciales de Gambia de 2016 como candidato de su partido, luego de que su partido rompiera las negociaciones para pasar a formar parte de la Coalición 2016, liderada por Adama Barrow, que tenía como objetivo sacar a Jammeh del poder. Kandeh perdió ante Barrow y quedó tercero después de Yahya Jammeh con el 17,8% de los votos. Su candidatura fue criticada pues fue vista por la oposición como un medio para legitimar el régimen Jammeh.
En noviembre de 2021, la candidatura de Mama Kandeh para las elecciones presidenciales de 2021-22 es validada por la Comisión Electoral Independiente (CEI).